# Partit Marxista-Leninista d'Alemanya
El Partit Marxista-Leninista d'Alemanya (MLPD, en alemany: Marxistisch-Leninistische Partei Deutschlands) és un partit polític comunista d'Alemanya que es defineix com antirrevisionista i manca de representació parlamentària. Va ser fundat en 1982 pels membres de la Unió Comunista Obrera d'Alemanya (KABD, en alemany: Kommunistischer Arbeiterbund Deutschlands).
El MLPD s'ha definit tradicionalment com a "partit de nou tipus" ("Partei neuen Typs" en alemany), interpretant els canvis polítics i econòmics efectuats en la URSS i als països d'Europa de l'Est després del XX Congrés del PCUS en els anys 50 com una traïció al socialisme, adscrit a les idees impulsades per Karl Marx, Friedrich Engels, Lenin, i Mao. Igual de crítics es mostren en analitzar les reformes que va emprendre Deng Xiaoping en la República Popular Xina a partir de 1978.
El MLPD promou la revolució socialista internacional contra el capital financer internacional. El moviment juvenil del MLPD s'anomena Jugendverband REBELL.